# Cicloheptano
El cicloheptano es un cicloalcano de fórmula molecular C7H14. Se emplea en la industria química como solvente no polar y como insumo en la fabricación de fármacos. Los vapores de cicloheptano son irritantes para los ojos y pueden causar hipoventilación si son inhalados en grandes cantidades.